# Agrostis atropurpurea
Agrostis atropurpurea é uma espécie de gramínea do gênero Agrostis, pertencente à família Poaceae.